# Alan da Silva Souza
Alan da Silva Souza, kurz Alan, (geboren am 9. Dezember 1987 in Andirá) ist ein brasilianischer Mittelfeldspieler.

## Karriere
Seine Karriere begann Alan 2006 beim ukrainischen Verein SE Matsubara. Mit 1. Juli 2006 wurde er vom Verein Metalurh Donezk verpflichtet. Nach einem Monat wurde er an den Verein Stal Altschewsk geliehen. 2008 wechselte er für ein Jahr zum Verein Arsenal Kiew. Von 2009 bis 2014 stand er für jeweils ein Jahr bei den Vereinen Stal Altschewsk, AEK Larnaka, FSK Bukowina Czernowitz (2 Jahre), FC Valletta und Ergotelis unter Vertrag. Zum Abschluss seiner Karriere stand er von 2015 bis 2017 beim Verein FC Balzan unter Vertrag.